# GP Oetingen
Le GP Oetingen est une course cycliste féminine belge. Créée en 2021, elle fait partie du calendrier de l'Union cycliste internationale en catégorie 1.1. Le GP dans le nom est une abréviation pour Gooikse Pijl.

## Palmarès
| Année | Vainqueur      | Deuxième         | Troisième                 |
| ----- | -------------- | ---------------- | ------------------------- |
| 2021  | Elisa Balsamo  | Jolien D'Hoore   | Marianne Vos              |
| 2022  | Lorena Wiebes  | Chiara Consonni  | Maria Giulia Confalonieri |
| 2023  | Simone Boilard | Evy Kuijpers     | Maaike Boogaard           |
| 2024  | Lorena Wiebes  | Thalita de Jong  | Josie Nelson              |
| 2025  | Julie De Wilde | Sofia Bertizzolo | Chiara Consonni           |